# Tim Ingold

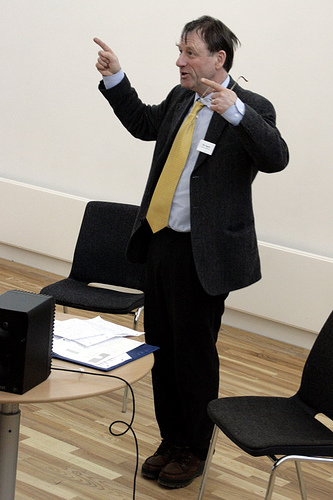
Tim Ingold

Tim Ingold FBA FRSE (eigentlich Timothy Ingold) (* 1. November 1948) ist ein britischer Anthropologe und emeritierter Professor für Sozialanthropologe an der Universität Aberdeen. In seinen frühen Arbeiten befasste er sich mit den Herdenkulturen der zirkumpolaren Völker, mit Themen wie Jagd, Opfer, Schamanismus und ganz allgemein mit der Mensch-Tier-Beziehung sowie mit Fragen der ökologischen Anpassung und sozialen Organisation. Später weitete er seine Forschungsinteressen stark aus und analysierte kritisch das Verhältnis von 'Natur' und 'Kultur' anhand von Praktiken wie dem menschlichen Werkzeuggebrauch, der Architektur, der Kunst oder dem Spaziergehen.

## Leben
Ingold, Sohn des Mykologen Terence Ingold und Bruder der Stadt- und Raumplanerin Patsy Healey, studierte aus Enttäuschung über die Leistungen der modernen Naturwissenschaft, aber auch um die wachsende Kluft zwischen Natur- und Sozialwissenschaften zu überbrücken, Sozialanthropologie in Cambridge. Er lehrte 1973–74 zunächst an der Universität Helsinki und untersuchte die ökologische und ökonomische Anpassung der aus Petsamo umgesiedelten skoltsamischen Rentierzüchter in Sevettijärvi in Nordostfinnland und ihr Verhältnis zur Natur, die sie nicht als ein unbeseeltes „Äußeres“ begreifen. 1976 verfasste er seine PhD-Thesis zu diesem Thema. 1990 wurde er Professor in Manchester, 1999 in Aberdeen. Er ist Mitglied der Royal Society of Edinburgh und der British Academy. 2015 erhielt er die Ehrendoktorwürde (Dr. h. c.) der Leuphana Universität Lüneburg, 2019 die Ehrendoktorwürde der Universität Lappland und 2022 der Universität Grenoble.

## Werk
Ingold untersucht die Interaktion zwischen Mensch und Natur auf verschiedenen Ebenen und integriert philosophische, psychologische und biologische Aspekte in seiner Arbeit. Er ist ein Kritiker der Anwendung der neo-darwinistischen Evolutionstheorie und Verhaltensforschung in der Soziobiologie. Ebenso kritisiert er die zunehmende Kluft zwischen ökologisch-anthropologischen Analysen und Studien der materiellen Kultur, die sich auf die menschlichen Artefakte fokussieren, aber die Tier- und Pflanzenwelt oder den Einfluss des Klimas und der räumlichen Umgebung vernachlässigen. Sozialisation ist für ihn nicht primär ein kognitiver Vorgang der Übermittlung autorisierten Wissens, sondern prägt die Art und Weise, wie man sich auch körperlich den Dingen zuwendet.
Zu seinen Theorien gehört die Annahme der Parallelität zwischen einem oder mehreren von den zirkumpolaren Völkern und vermutlich auch schon von altorientalischen Kulturen verehrten göttlichen Herren der (Wild-)Tiere einerseits und den Rolle der menschlichen Herdenbesitzer andererseits. Beide unterstehen einer obersten Gottheit; beide haben das Recht zu töten, müssen dafür aber Opfer erbringen. Im Lichte dieser Theorie Ingolds erscheint beispielsweise der biblische Noah als ein von Gott eingesetzter Herrscher über das Tierreich.

## Veröffentlichungen (Auswahl)
- Tim Ingold: The Skolt Lapps today. Cambridge University Press, Cambridge 1976 (englisch).
- Hunters, pastoralists and ranchers: reindeer economies and their transformations. 1980.
- (Hrsg.): Key Debates in Anthropology. London: Routledge 1996 online (PDF; 1,7 MB)
- Making: Anthropology, Archaeology, Art and Architecture. London: Routledge 1996.
- mit David Riches und James Woodburn: Hunters and Gatherers. Vol. 1: History, Evolution and Social Change. Vol. 2: Property, Power and Ideology. Bloomsbury Academic 1997.
- Lines: A Brief History. London: Routledge 2016 [2007]. Vorschau online.
  - Übersetzung: Eine kurze Geschichte der Linien. Göttingen: Konstanz University Press 2021. (aus dem Englischen von Quirin Rieder)
- Being Alive: Essays on Movement, Knowledge and Description. London: Routledge 2011.
- Making: Anthropology, Archaeology, Art and Architecture. London: Routledge 2013.
- The Life of Lines. London: Routledge 2015. Vorschau online.
- Anthropology an/as Education. London: Routledge 2017.
  - Übersetzung: Anthropologie und/als Erziehung. Konstanz University Press 2022. (aus dem Englischen von Bettina Engels)
- Anthropology: Why it matters. Cambridge: Polity Press 2018.
  - Übersetzung: Anthropologie: Was sie bedeutet und warum sie wichtig ist. Wuppertal: Peter Hammer 2019. (aus dem Englischen von Werner Petermann)